# Oenanthe peucedanifolia
Oenanthe peucedanifolia är en flockblommig växtart som beskrevs av Johann Adam Pollich. Oenanthe peucedanifolia ingår i släktet stäkror, och familjen flockblommiga växter. Inga underarter finns listade i Catalogue of Life.

## Bildgalleri

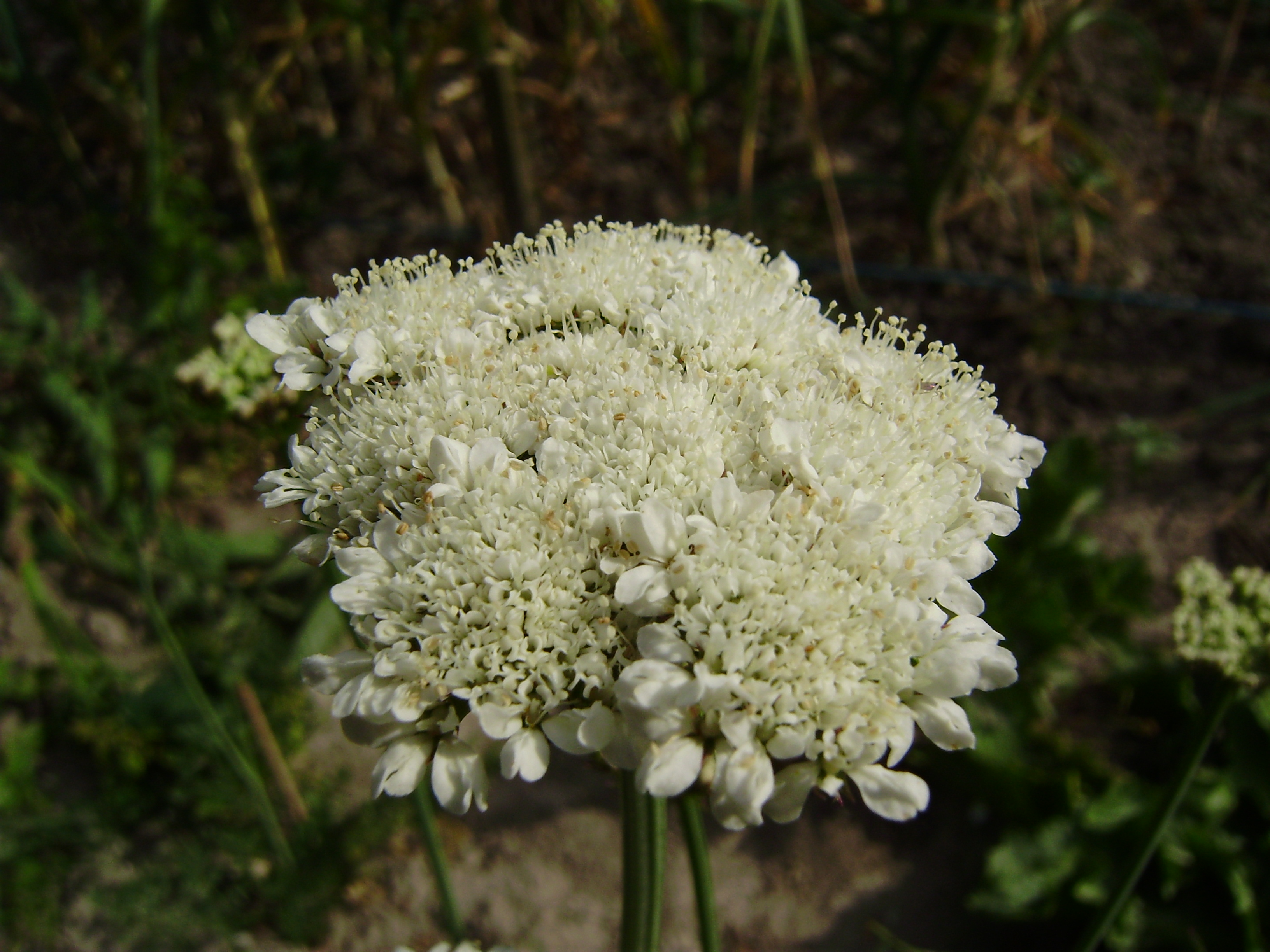